# Pomacanthus navarchus

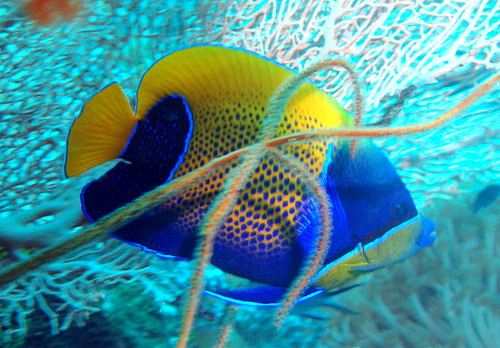

O peixe-anjo-majestoso (Pomacanthus navarchus) é um peixe do gênero Pomacanthus. Este peixe apresenta um colorido magnífico. Os pequenos juvenis são azul-escuros a pretos com listas verticais encurvadas azul-claras; os adultos retêm o mesmo padrão e as mesmas cores. É encontrado em recifes de corais, passando a maior parte do tempo no fundo.